# Кормовище (Алтайский край)
Кормовище — упразднённое село в Бурлинском районе Алтайского края. Российской Федерации. Входило в состав Новопесчанского сельсовета. Исключено з учётных данных в 2001 году.

## География
Располагалось у озера Кормовище, в 10 км к юго-востоку от села Новопесчаное, центра сельского поселения.
Рельеф — равнинный. Климат — резко континентальный. Средняя температура января −16,8 °C,июля +20,8 °C. Количество атмосферных осадков 275 мм.

## История
Основано в 1907 году. В 1928 году украинский посёлок Кормовище состоял из 108 хозяйств, центр Кормовищенского сельсовета Ново-Алексеевского района Славгородского округа Сибирского края. Сельскохозяйственная артель «Заря коммунизма». С 1958 г. в составе Новопесчанского сельсовета. С 1963 г. отделение укрупненного колхоза имени Ленина. С 1966 г. отделение совхоза «Песчанский».
Ликвидировано в 2001 г.

## Население
В 1928 году в посёлке проживало 547 человек (258 мужчин и 289 женщин), основное население — украинцы.

## Инфраструктура
Основой экономики было сельское хозяйство .

## Памятные места, достопримечательности
Установлен памятник «Кормовищанцам, павшим в боях Великой Отечественной войны 1941—1945 годов».

## Транспорт
Просёлочные дороги.